# Подъязовни
Подъязовни (укр. Під'язівні) — село в Самаровской сельской общине Ковельского района Волынской области Украины.
До 2020 года входило в Ратновский район.
Код КОАТУУ — 0724286908. Население по переписи 2001 года составляет 27 человек. Почтовый индекс — 44113. Телефонный код — 3366. Занимает площадь 0,492 км².